# Alexander Frank Philip Christison, 4. baronet
Sir Alexander Frank Philip Christison, 4. baronet, britanski general, * 17. november 1893, † 21. december 1993.